# Eugène Razoua
Eugène Razoua (Beaumont-de-Lomagne, 16 luglio 1830 – Ginevra, 29 giugno 1877) è stato un militare, politico e scrittore francese.
Fu deputato all'Assemblea Nazionale e una personalità della Comune dei Parigi.

## Biografia
A sette anni s'imbarcò nella marina mercantile e per quattro anni navigò nelle rotte dell'America del Sud. A vent'anni si arruolò in cavalleria ma fu cacciato dalla Scuola militare di Saumur per le sue opinioni repubblicane. Fu tuttavia inserito nel corpo degli spahis, la cavalleria francese operante in Algeria, e si congedò stabilendosi a Parigi nel 1863, dove pubblicò i Souvenirs d'un spahi.
Collaboratore della Vie parisienne e del Réveil, da lui fondato nel 1868 con Delescluzes, s'impegnò nell'opposizione repubblicana al Secondo Impero, fu arrestato nel 1870 e assolto dopo quattro mesi di detenzione. Caduto l'Impero e assediata Parigi dai prussiani, comandò il 61º battaglione della Guardia nazionale e partecipò il 31 ottobre alla manifestazione contro il governo di difesa nazionale.
L'8 febbraio 1871 fu eletto all'Assemblea Nazionale per l'estrema sinistra e votò contro i preliminari di pace con la Germania. Il 18 marzo era a Parigi, e comandò il suo battaglione contro il tentativo del governo di impadronirsi dei cannoni della Guardia. Instaurata la Comune, diede le dimissioni da deputato, fu nominato comandante dell'Ecole militaire e fu giudice di corte marziale.
Combatté durante la Settimana di sangue contro l'invasione delle truppe di Versailles e infine fuggì in Svizzera, dove in agosto fu arrestato su richiesta del governo di Thiers che, in violazione dei diritti dei rifugiati politici, pretendeva la sua estradizione. Liberato, aderì alla Prima Internazionale, fondò il giornale La Revanche, soppresso dal governo elvetico, mentre il 31 agosto 1872 la corte marziale di Versailles lo condannava alla pena di morte in contumacia.
Rimasto sempre a Ginevra, vi morì nel 1877.